# Volkskundliches Gerätemuseum Bergnersreuth
Das Volkskundliche Gerätemuseum Bergnersreuth ist ein Freilichtmuseum in Bergnersreuth, einem Ortsteil von Arzberg im oberfränkischen Landkreis Wunsiedel im Fichtelgebirge.
Das Museum steht am Ortseingang in Richtung Thiersheim an der Staatsstraße 2176, die als Durchgangsstraße innerorts zur Wunsiedler Straße wird. Der Museumseingang mit Parkplatz befindet sich beim Grundstück Wunsiedler Straße 14. Der ehemalige Bauernhof Wunsiedler Straße 12 ist Teil des Freilichtmuseums und steht als Baudenkmal unter Denkmalschutz. Das Hauptgebäude ist ein Wohnstallhaus mit Walmdach und Lisenengliederung. Von den ursprünglichen Stallungen ist ein Stallgewölbe erhalten geblieben. Der angrenzende Stallstadel trägt ein Satteldach und ist teils massiv, teils als Fachwerkhaus gebaut. Ein weiteres, moderneres Nebengebäude wurde innen mehrstöckig zur Aufnahme der Ausstellung umgebaut.
Das Freilichtmuseum behandelt die Entwicklungsgeschichte des Bauernhofes, die bis ins 17. Jahrhundert zurückreicht, und die Familiengeschichte, die an den Baulichkeiten und der Innenausstattung nachvollzogen werden kann. Regionaltypisch sind die Schwarze Küche und das zunächst enge Zusammenleben von Mensch und Tier unter einem Dach im Wohnstallhaus. Sichtbar gemacht wurde die traditionelle und sich teils überlagernde Dekorationsmalerei, die mit Hilfe von Schablonen aufgebracht wurde.
Die Geräteausstellung enthält historische Haushaltsgeräte und Geräte der Landwirtschaft. Außerdem wird die Geschichte des Transportwesens behandelt, von den alltäglichen logistischen Aufgaben bis hin zum Thema Flucht und Vertreibung.

## Galerie

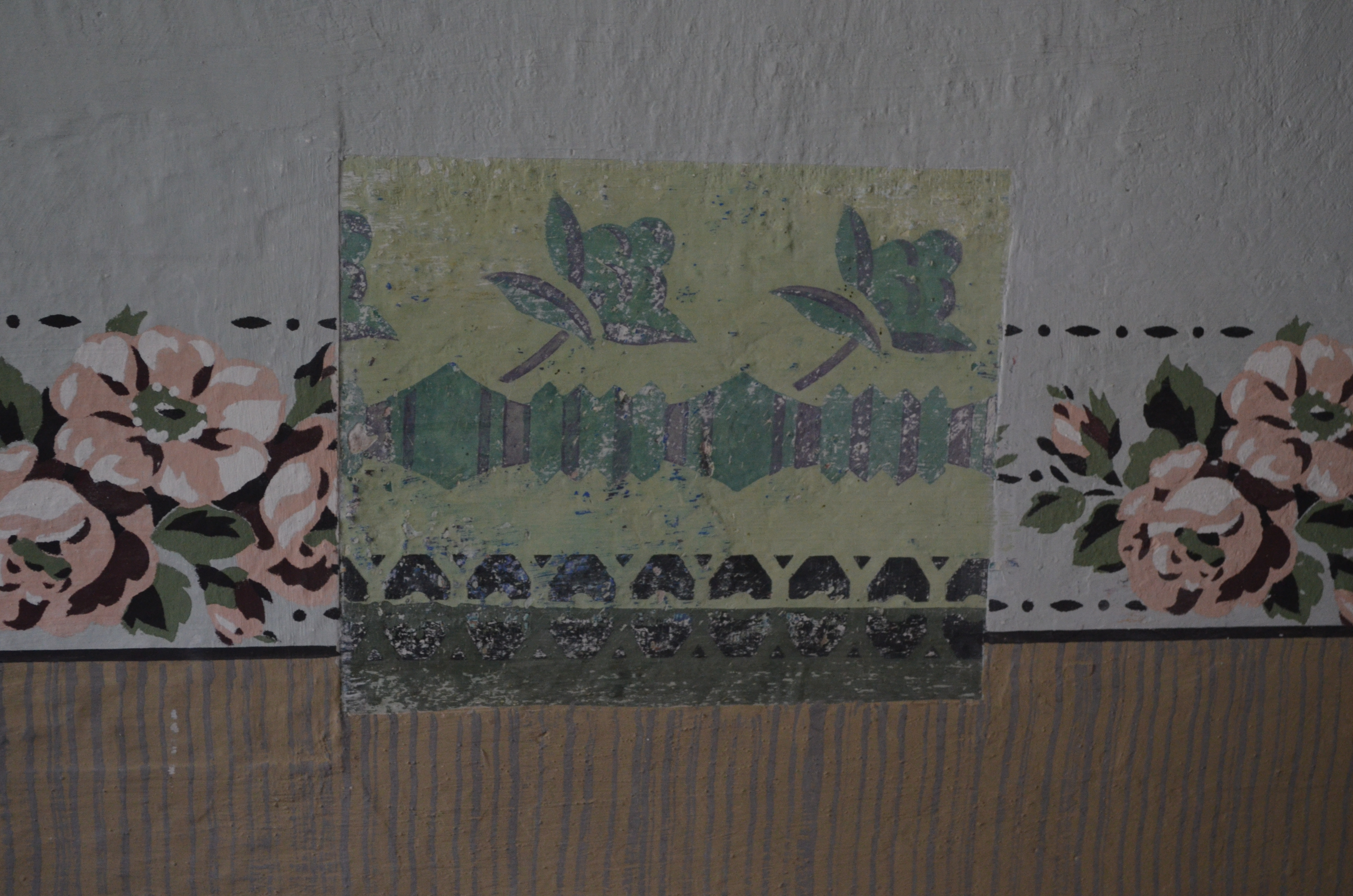
Dekorationsmalerei
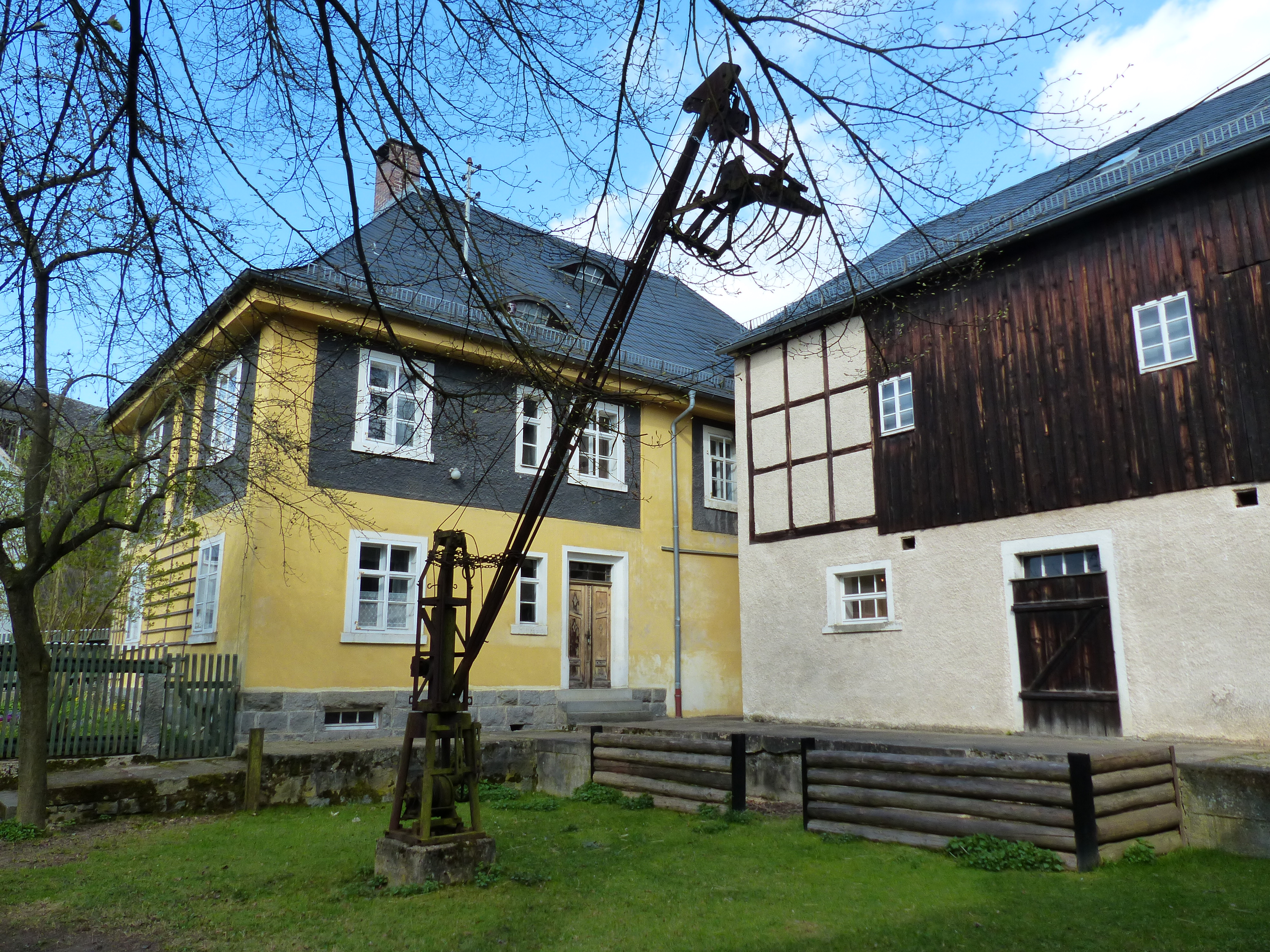
Freilichtgelände
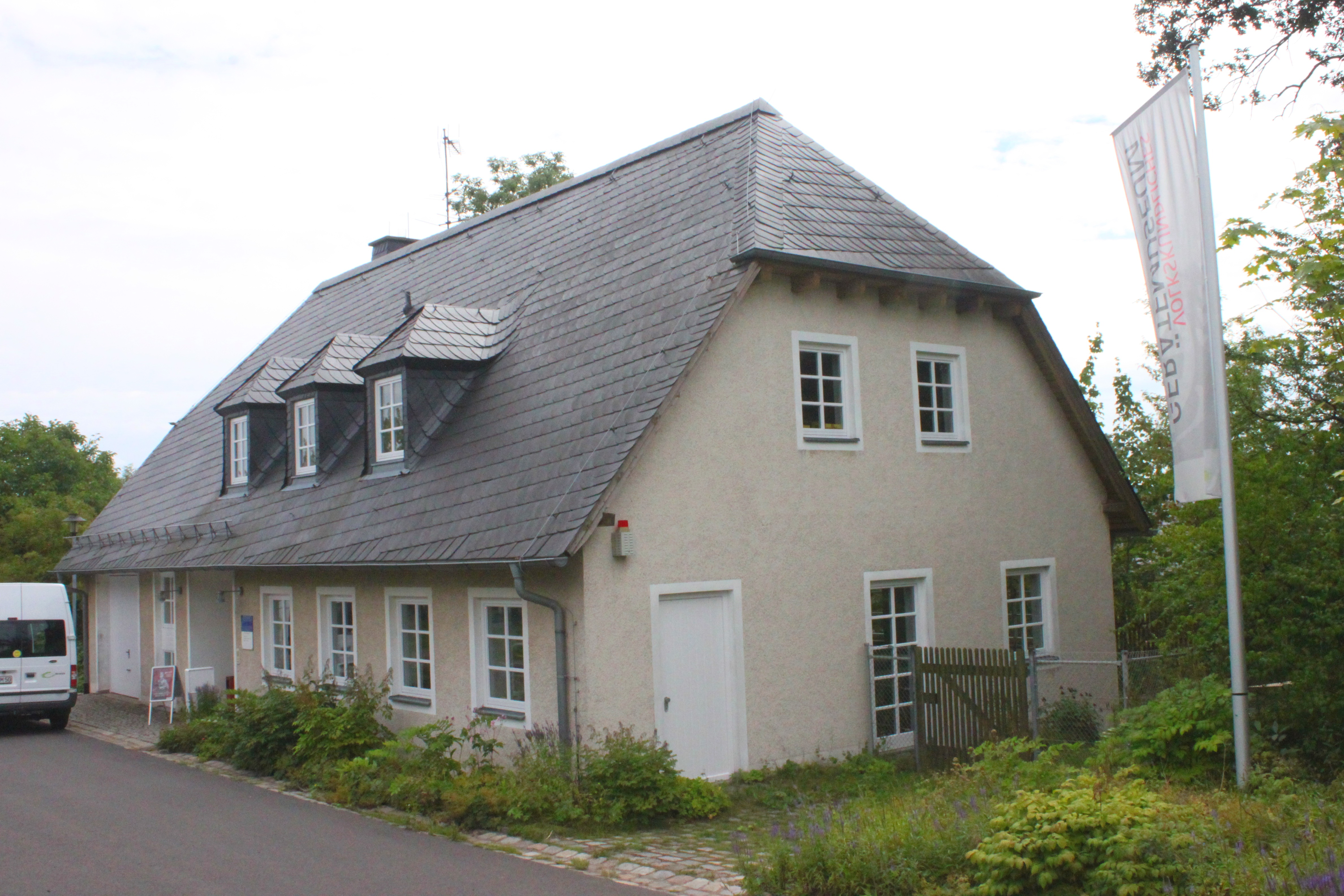
Museumseingang
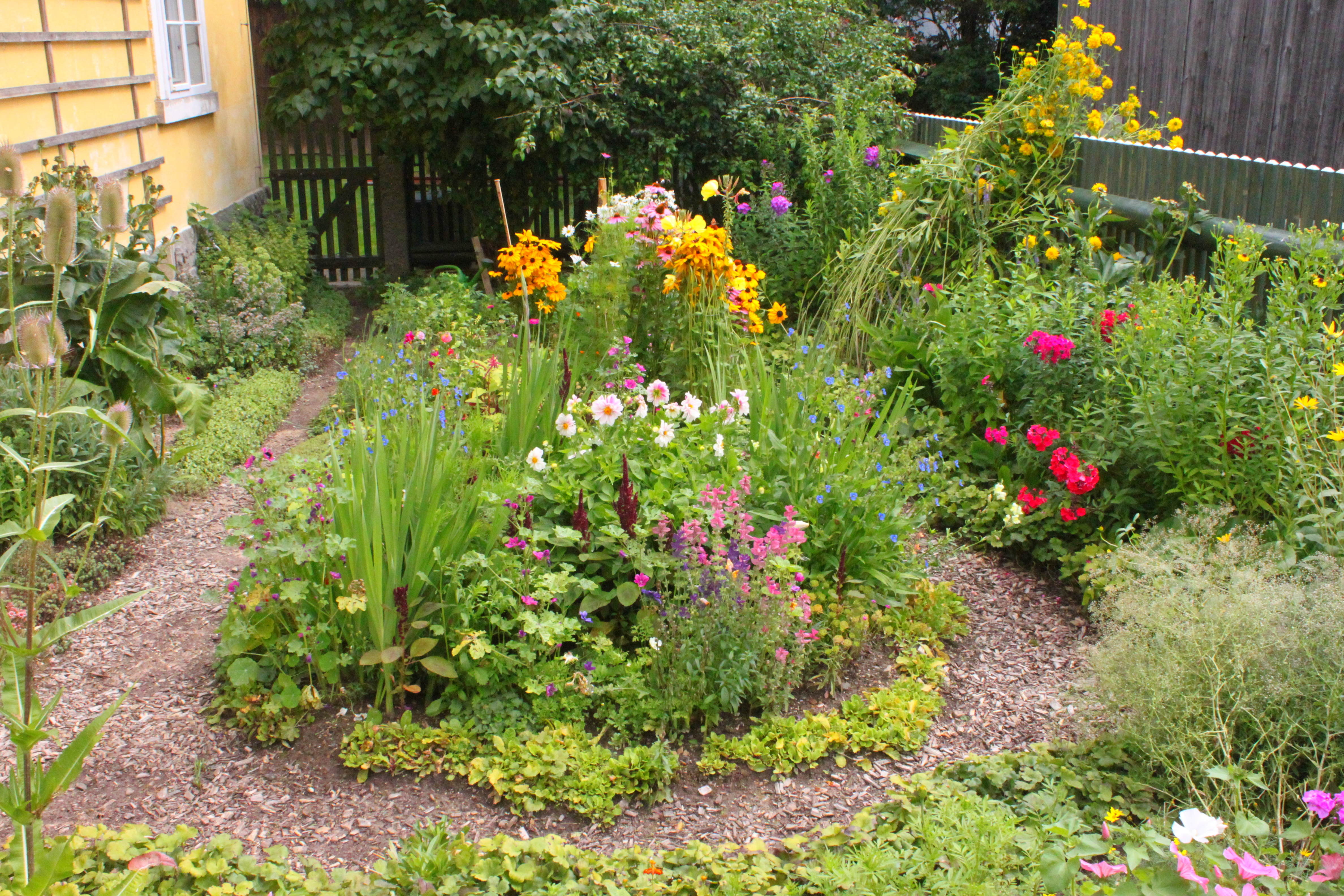
Museumsgarten